# Ernest Daraignez
Bertrand Joseph Ernest Daraignez, dit Ernest Daraignez est un médecin et homme politique français né le 7 décembre 1864 à Hagetmau et décédé le 1er décembre 1940 à Mont-de-Marsan, dans le département français des Landes.

## Biographie
Fils de Jules Bertrand Daraignez, docteur en médecine, et d'Anaïs Marguerite Testemale, il fait des études de médecine à l'université de Bordeaux. Il s'installe comme médecin à Mont-de-Marsan où il exerce de 1891 à 1920. Il épouse Antoinette Bibes et se lance également dans la politique, autre tradition familiale. 
Il est conseiller municipal de Mont-de-Marsan de 1897 à 1925, maire de Mont-de-Marsan de 1910 à 1919 et conseiller général des Landes de 1898 à 1928. Après un premier échec en 1906, il est élu sénateur des Landes le 11 janvier 1920, réélu le 6 janvier 1924 puis le 10 janvier 1933 et poursuit ainsi son mandat sans discontinuité jusqu'à son décès le 1er décembre 1940. Il siège dans les groupes de l'Union républicaine, puis de l'Union démocratique et radicale. Il s'implique beaucoup, tant au Sénat qu'au niveau local, sur les questions sanitaires et sociales.
Le 6 octobre 1913, il accueille le président de la République Raymond Poincaré lors de sa visite de Mont-de-Marsan à l'occasion des fêtes présidentielles.
Le 10 juillet 1940, il ne prend pas part au vote des pleins pouvoirs au maréchal Pétain, du fait de graves problèmes de santé. Il meurt quelques mois plus tard rue Victor-Hugo à Mont-de-Marsan pendant l'Occupation.